# (15712) 1989 RN2
(15712) 1989 RN2 est un astéroïde de la ceinture principale d'astéroïdes de 16,99 km de diamètre découvert en 1989.

## Description
(15712) 1989 RN2 a été découvert le 1er septembre 1989 à l'observatoire de l'université du Mont John, situé près du lac Tekapo en Nouvelle-Zélande, par Alan C. Gilmore et Pamela M. Kilmartin.

### Caractéristiques orbitales
L'orbite de cet astéroïde est caractérisée par un demi-grand axe de 3,18 UA, un périhélie de 2,53 UA, une excentricité de 0,21 et une inclinaison de 11,22° par rapport à l'écliptique. Du fait de ces caractéristiques, à savoir un demi-grand axe compris entre 2 et 3,2 UA et un périhélie supérieur à 1,666 UA, il est classé, selon la JPL Small-Body Database, comme objet de la ceinture principale d'astéroïdes.

### Caractéristiques physiques
(15712) 1989 RN2 a une magnitude absolue (H) de 13,0 et un albédo estimé à 0,038, ce qui permet de calculer un diamètre de 16,99 km. Ces résultats ont été obtenus grâce à la méthode radiométrique en utilisant les données d'observations obtenues par le télescope spatial infrarouge IRAS] lancé en 1983 et qui a permis d'élaborer le catalogue IRAS Minor Planet Survey (IMPS).